# Алваро Обрегон (насеље, град Мексико)
Алваро Обрегон (шп. Álvaro Obregón) насеље је у Мексику у савезној држави Мексико Сити у општини Алваро Обрегон. Насеље се налази на надморској висини од 2319 м.

## Становништво
Према подацима из 2010. године у насељу је живело 726664 становника.

### Хронологија
| Година       | 2000                     | 2005                     | 2010                     |
| ------------ | ------------------------ | ------------------------ | ------------------------ |
| Становништво | 686807 (327321 / 359486) | 706265 (336478 / 369787) | 726664 (345858 / 380806) |

### Попис
| \| \| м \| \| \| ж \| \| 0—2 \| 14.970 \| \| \| 14.734 \| \| 3—5 \| 16.906 \| \| \| 16.175 \| \| 6—11 \| 34.300 \| \| \| 33.462 \| \| 12—14 \| 16.762 \| \| \| 16.251 \| \| 15—17 \| 17.712 \| \| \| 17.694 \| \| 18—24 \| 42.892 \| \| \| 45.891 \| \| 60+ \| 33.567 \| \| \| 45.418 \| \| Просек : \| 31,5 \| \| \| 33,0 \| |        |  |  |        |
| |        |  |  |        |
| | м      |  |  | ж      |
| 0—2 | 14.970 |  |  | 14.734 |
| 3—5 | 16.906 |  |  | 16.175 |
| 6—11 | 34.300 |  |  | 33.462 |
| 12—14 | 16.762 |  |  | 16.251 |
| 15—17 | 17.712 |  |  | 17.694 |
| 18—24 | 42.892 |  |  | 45.891 |
| 60+ | 33.567 |  |  | 45.418 |
| Просек : | 31,5   |  |  | 33,0   |

| #   | Индикатор                                                                                        | Вредност |
| --- | ------------------------------------------------------------------------------------------------ | -------- |
| 1   | Становништво од 0 до 2 године                                                                    | 29704    |
| 2   | Мушко становништво од 0 до 2 године                                                              | 14970    |
| 3   | Женско становништво од 0 до 2 године                                                             | 14734    |
| 4   | Становништво са 3 и више година                                                                  | 687760   |
| 5   | Мушко становништво са 3 и више година                                                            | 326303   |
| 6   | Женско становништво са 3 и више година                                                           | 361457   |
| 7   | Становништво са 5 и више година                                                                  | 665616   |
| 8   | Мушко становништво са 5 и више година                                                            | 314955   |
| 9   | Женско становништво са 5 и више година                                                           | 350661   |
| 10  | Становништво са 12 и више година                                                                 | 586917   |
| 11  | Мушко становништво са 12 и више година                                                           | 275097   |
| 12  | Женско становништво са 12 и више година                                                          | 311820   |
| 13  | Становништво са 15 и више година                                                                 | 553904   |
| 14  | Мушко становништво са 15 и више година                                                           | 258335   |
| 15  | Женско становништво са 15 и више година                                                          | 295569   |
| 16  | Становништво са 18 и више година                                                                 | 518498   |
| 17  | Мушко становништво са 18 и више година                                                           | 240623   |
| 18  | Женско становништво са 18 и више година                                                          | 277875   |
| 19  | Становништво од 3 до 5 година                                                                    | 33081    |
| 20  | Мушко становништво од 3 до 5 година                                                              | 16906    |
| 21  | Женско становништво од 3 до 5 година                                                             | 16175    |
| 22  | Становништво од 6 до 11 година                                                                   | 67762    |
| 23  | Мушко становништво од 6 до 11 година                                                             | 34300    |
| 24  | Женско становништво од 6 до 11 година                                                            | 33462    |
| 25  | Становништво од 8 до 14 година                                                                   | 78375    |
| 26  | Мушко становништво од 8 до 14 година                                                             | 39678    |
| 27  | Женско становништво од 8 до 14 година                                                            | 38697    |
| 28  | Становништво од 12 до 14 година                                                                  | 33013    |
| 29  | Мушко становништво од 12 до 14 година                                                            | 16762    |
| 30  | Женско становништво од 12 до 14 година                                                           | 16251    |
| 31  | Становништво од 15 до 17 година                                                                  | 35406    |
| 32  | Мушко становништво од 15 до 17 година                                                            | 17712    |
| 33  | Женско становништво од 15 до 17 година                                                           | 17694    |
| 34  | Становништво од 18 до 24 године                                                                  | 88783    |
| 35  | Мушко становништво од 18 до 24 године                                                            | 42892    |
| 36  | Женско становништво од 18 до 24 године                                                           | 45891    |
| 37  | Женско становништво од 15 до 49 година                                                           | 210847   |
| 38  | Становништво са 60 и више година                                                                 | 78985    |
| 39  | Мушко становништво са 60 и више година                                                           | 33567    |
| 40  | Женско становништво са 60 и више година                                                          | 45418    |
| 41  | Однос између мушкараца и жена                                                                    | 90.82    |
| 42  | Становништво од нуле до 14 година                                                                | 163560   |
| 43  | Становништво од 15 до 64 године                                                                  | 500251   |
| 44  | Становништво од 65 година и више                                                                 | 53653    |
| 45  | Просечан број деце                                                                               | 1.87     |
| 46  | Становништво рођено у ентитету                                                                   | 582613   |
| 47  | Мушко становништво рођено у ентитету                                                             | 283734   |
| 48  | Женско становништво рођено у ентитету                                                            | 298879   |
| 49  | Становништво рођено у другом ентитету                                                            | 124153   |
| 50  | Мушко становништво рођено у другом ентитету                                                      | 52497    |
| 51  | Женско становништво рођено у другом ентитету                                                     | 71656    |
| 52  | Становништво од 5 година и више резидентно у ентитету у јуну 2005. године                        | 639293   |
| 53  | Мушко становништво старосног доба од 5 година и више, резидентно у ентитету у јуну 2005. године  | 303023   |
| 54  | Женско становништво старосног доба од 5 и више година, резидентно у ентитету у јуну 2005. године | 336270   |
| 55  | Становништво од 5 година и више које је живело у другом ентитету у јуну 2005. године             | 15808    |
| 56  | Мушко становништво старије од 5 година које је живело у другом ентитету у јуну 2005. године      | 6730     |
| 57  | Женско становништво старије од 5 година које је живело у другом ентитету у јуну 2005. године     | 9078     |
| 58  | Становништво од 3 године и више које говори аутохтони језик                                      | 8570     |
| 59  | Мушко становништво старо 3 године и више које говори аутохтони језик                             | 3604     |
| 60  | Женско становништво старо 3 године и више које говори аутохтони језик                            | 4966     |
| 61  | Становништво од 3 године и више које говори аутохтони језик и не говори шпански језик            | 34       |
| 62  | Мушко становништво старо 3 године и више које говори аутохтони језик и не говори шпански         | 8        |
| 63  | Женско становништво старо 3 године и више које говори аутохтони језик и не говори шпански језик  | 26       |
| 64  | Становништво старо 3 године и више које говори аутохтони језик и шпански                         | 6849     |
| 65  | Мушко становништво старо 3 године и више које говори аутохтони језик и шпански                   | 2809     |
| 66  | Женско становништво старо 3 године и више које говори аутохтони језик и шпански                  | 4040     |
| 67  | Становништво од 5 година и више које говори аутохтони језик                                      | 8523     |
| 68  | Становништво од 5 година и више које говори аутохтони језик и не говори шпански језик            | 34       |
| 69  | Становништво од 5 година и више које говори аутохтони језик и говори шпански језик               | 6837     |
| 70  | Становништво у домородачким домаћинствима                                                        | 17104    |
| 71  | Становништво са ограничењима у активностима                                                      | 28212    |
| 72  | Становништво са ограниченим ходањем или кретањем, горе или доле                                  | 15254    |
| 73  | Становници са ограничењима вида, чак и уз кориштење сочива                                       | 7803     |
| 74  | Становништво са ограничењима говора, комуникације или конверзације                               | 2101     |
| 75  | Становништво са ограниченим слухом                                                               | 3235     |
| 76  | Становништво са ограничењима при одевању, купању или јелу                                        | 1527     |
| 77  | Становништво са ограничењима у опажању или учењу једноставних ствари                             | 1286     |
| 78  | Становништво са менталним ограничењима                                                           | 3059     |
| 79  | Становништво без ограничења активности                                                           | 681007   |
| 80  | Становништво од 3 до 5 година које не похађа школу                                               | 10569    |
| 81  | Мушко становништво од 3 до 5 година које не похађа школу                                         | 5436     |
| 82  | Женско становништво од 3 до 5 година које не похађа школу                                        | 5133     |
| 83  | Становништво од 6 до 11 година које не похађа школу                                              | 1599     |
| 84  | Мушко становништво од 6 до 11 година које не похађа школу                                        | 819      |
| 85  | Женско становништво од 6 до 11 година које не похађа школу                                       | 780      |
| 86  | Становништво од 12 до 14 година које не похађа школу                                             | 1539     |
| 87  | Мушко становништво од 12 до 14 година које не похађа школу                                       | 869      |
| 88  | Женско становништво од 12 до 14 година које не похађа школу                                      | 670      |
| 89  | Становништво од 15 до 17 година похађа школу                                                     | 27101    |
| 90  | Мушко становништво од 15 до 17 година похађа школу                                               | 13467    |
| 91  | Женско становништво између 15 и 17 година живота у школи                                         | 13634    |
| 92  | Становништво од 18 до 24 године похађа школу                                                     | 34733    |
| 93  | Мушко становништво од 18 до 24 године похађа школу                                               | 17330    |
| 94  | Женско становништво од 18 до 24 године похађа школу                                              | 17403    |
| 95  | Становништво од 8 до 14 година које не може да чита и пише                                       | 854      |
| 96  | Мушко становништво старосног доба од 8 до 14 година које не може да чита и пише                  | 489      |
| 97  | Женско становништво старосног доби од 8 до 14 година које не може да чита и пише                 | 365      |
| 98  | Становништво од 15 година и више које је неписмено                                               | 11969    |
| 99  | Мушко становништво од 15 година и више које је неписмено                                         | 3326     |
| 100 | Женско становништво од 15 година и више које је неписмено                                        | 8643     |
| 101 | Становништво старо 15 и више година без школовања                                                | 17587    |
| 102 | Мушко становништво старо 15 и више година без школовања                                          | 5653     |
| 103 | Женско становништво старо 15 и више година без школовања                                         | 11934    |
| 104 | Становништво старосног доба 15 и више година са непотпуним основним образовањем                  | 34811    |
| 105 | Мушко становништво старосног доба од 15 година и више са непотпуном основним образовањем         | 13910    |
| 106 | Женско становништво старосног доба 15 и више година са непотпуном основним образовањем           | 20901    |
| 107 | Становништво старо 15 и више година са комплетним основним образовањем                           | 67247    |
| 108 | Мушко становништво старо 15 година и више са комплетним основним образовањем                     | 28765    |
| 109 | Женско становништво старо 15 и више година са комплетним основним образовањем                    | 38482    |
| 110 | Становништво старосног доба 15 и више година са непотпуним средњим образовањем                   | 26365    |
| 111 | Мушко становништво старосног доба од 15 година и више са непотпуним средњим образовањем          | 14536    |
| 112 | Женско становништво старосног доба од 15 година и више са непотпуним средњим образовањем         | 11829    |
| 113 | Становништво старо 15 и више година са пуним секундарном образовањем                             | 117339   |
| 114 | Мушко становништво старосног доба од 15 година и више са пуним секундарном образовањем           | 57863    |
| 115 | Женско становништво старосног доба од 15 година и више са пуним секундарном образовањем          | 59476    |
| 116 | Становништво старије од 18 година са постосновним образовањем                                    | 267709   |
| 117 | Мушко становништво старије од 18 година са постосновним образовањем                              | 128348   |
| 118 | Женско становништво старије од 18 година са постосновним образовањем                             | 139361   |
| 119 | Просечна оцена школовања                                                                         | 10.38    |
| 120 | Просечан ниво образовања мушке популације                                                        | 10.66    |
| 121 | Просечан ниво образовања женског становништва                                                    | 10.13    |
| 122 | Економски активно становништво                                                                   | 342244   |
| 123 | Економски активна мушка популација                                                               | 200437   |
| 124 | Економски активна женска популација                                                              | 141807   |
| 125 | Становништво које није економски активно                                                         | 240057   |
| 126 | Мушко становништво које није економски активно                                                   | 72393    |
| 127 | Женско становништво које није економски активно                                                  | 167664   |
| 128 | Запослено становништво                                                                           | 327073   |
| 129 | Запослено мушко становништво                                                                     | 189918   |
| 130 | Запослено женско становништво                                                                    | 137155   |
| 131 | Незапослена популација                                                                           | 15171    |
| 132 | Незапослена мушка популација                                                                     | 10519    |
| 133 | Незапослена женска популација                                                                    | 4652     |
| 134 | Становништво без права на здравствене услуге                                                     | 218218   |
| 135 | Становништво које има право на здравствене услуге                                                | 494565   |
| 136 | Становништво које има право на ИМСС                                                              | 271776   |
| 137 | Становништво које има право на социјално осигурање                                               | 70160    |
| 138 | Становништво које има право на државно социјално осигурање                                       | 555      |
| 139 | Становништво које има право на опште осигурање или здравствено осигурање за нову генерацију      | 90231    |
| 140 | Становништво које је било једном или није било у браку током 12 година и више                    | 217352   |
| 141 | Венчано или уједињено становништво од 12 година и више                                           | 296935   |
| 142 | Становништво које је било у браку или уједињено 12 година и више                                 | 68731    |
| 143 | Становништво са католичком религијом                                                             | 621631   |
| 144 | Протестанти, еванђелисти и библијски следбеници различити од еванђелиста                         | 37569    |
| 145 | Становништво са другим религијама различитим од претходних                                       | 1994     |
| 146 | Становништво без религије                                                                        | 32535    |
| 147 | Укупно пописаних домаћинства                                                                     | 194831   |
| 148 | Пописна домаћинства на челу са мушкарцима                                                        | 137575   |
| 149 | Пописна домаћинства на челу са женама                                                            | 57256    |
| 150 | Становништво у пописним домаћинствима                                                            | 716531   |
| 151 | Становништво у пописним домаћинствима на челу са мушкарцима                                      | 535010   |
| 152 | Становништво у пописним домаћинствима на челу са женама                                          | 181521   |
| 153 | Укупно домаћинстава                                                                              | 214649   |
| 154 | Укупно насељених домаћинстава                                                                    | 197836   |
| 155 | Укупно приватних кућа                                                                            | 211644   |
| 156 | Насељени приватни домови                                                                         | 194831   |
| 157 | Укупно насељених приватних кућа                                                                  | 197783   |
| 158 | Ненасељене приватне куће                                                                         | 12686    |
| 159 | Појединачна домаћинства за привремену употребу                                                   | 4127     |
| 160 | Становници у насељеним приватним кућама                                                          | 716531   |
| 161 | Насељеност станара у приватним становима                                                         | 3.68     |
| 162 | Просечно становника по соби у приватним насељеним домаћинствима                                  | 0.87     |
| 163 | Појединачна домаћинства са подовима од различитих материјала од земље                            | 189719   |
| 164 | Појединачна домаћинства у приземљу                                                               | 2247     |
| 165 | Појединачна домаћинства са једном спаваћом собом                                                 | 63184    |
| 166 | Појединачна домаћинства са две спаваће собе и више                                               | 129937   |
| 167 | Појединачна домаћинства са једним собом                                                          | 11250    |
| 168 | Појединачна домаћинства са две собе                                                              | 26773    |
| 169 | Појединачна домаћинства са 3 собе и више                                                         | 154728   |
| 170 | Појединачна домаћинства која имају електрично светло                                             | 193261   |
| 171 | Појединачна домаћинства која немају електрично светло                                            | 98       |
| 172 | Појединачна домаћинства која имају водоводну воду у стамбеном простору                           | 190377   |
| 173 | Појединачна домаћинства која немају водоводну воду у стамбеном простору                          | 2360     |
| 174 | Појединачна домаћинства која имају тоалет                                                        | 192180   |
| 175 | Појединачна домаћинства која имају канализацију                                                  | 192299   |
| 176 | Појединачна домаћинства која немају канализацију                                                 | 208      |
| 177 | Појединачна домаћинства која имају електрично светло, довод воде из јавне мреже и канализацију   | 189608   |
| 178 | Појединачна домаћинства без икаквих услова                                                       | 388      |
| 179 | Појединачна домаћинства која имају радио                                                         | 181643   |
| 180 | Појединачна домаћинства која имају телевизор                                                     | 190602   |
| 181 | Појединачна домаћинства која имају фрижидер                                                      | 177971   |
| 182 | Појединачна домаћинства која имају машину за веш                                                 | 155646   |
| 183 | Појединачна домаћинства која имају аутомобил или комби                                           | 95606    |
| 184 | Појединачна домаћинства која имају рачунар                                                       | 99608    |
| 185 | Појединачна домаћинства која имају фиксну телефонску линију                                      | 142797   |
| 186 | Појединачна домаћинства која имају мобилни телефон                                               | 152445   |
| 187 | Појединачна домаћинства која имају приступ интернету                                             | 81995    |
| 188 | Величина локације                                                                                | 13       |